# Kurd Lasswitz
Carl Theodor Victor Kurd Lasswitz (20. dubna 1848, Vratislav – 17. října 1910, Gotha) byl německý matematik, filozof, historik a spisovatel, společně s Julesem Vernem a H. G. Wellsem jeden z průkopníků vědeckofantastické literatury. Pro publikování svých literárních děl používal pseudonym Velatus.

## Život

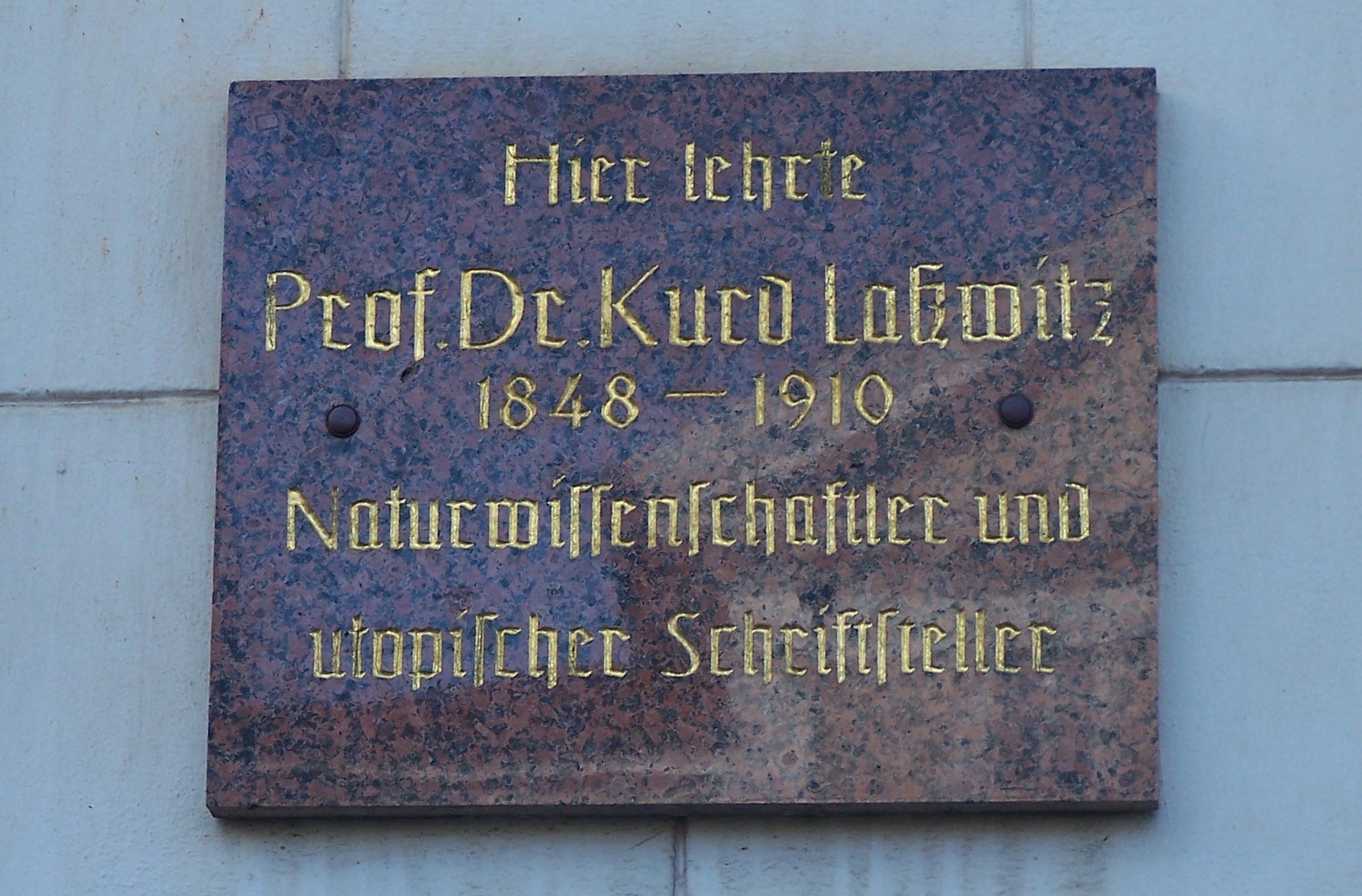
Pamětní deska na fasádě v německém městě Gotha

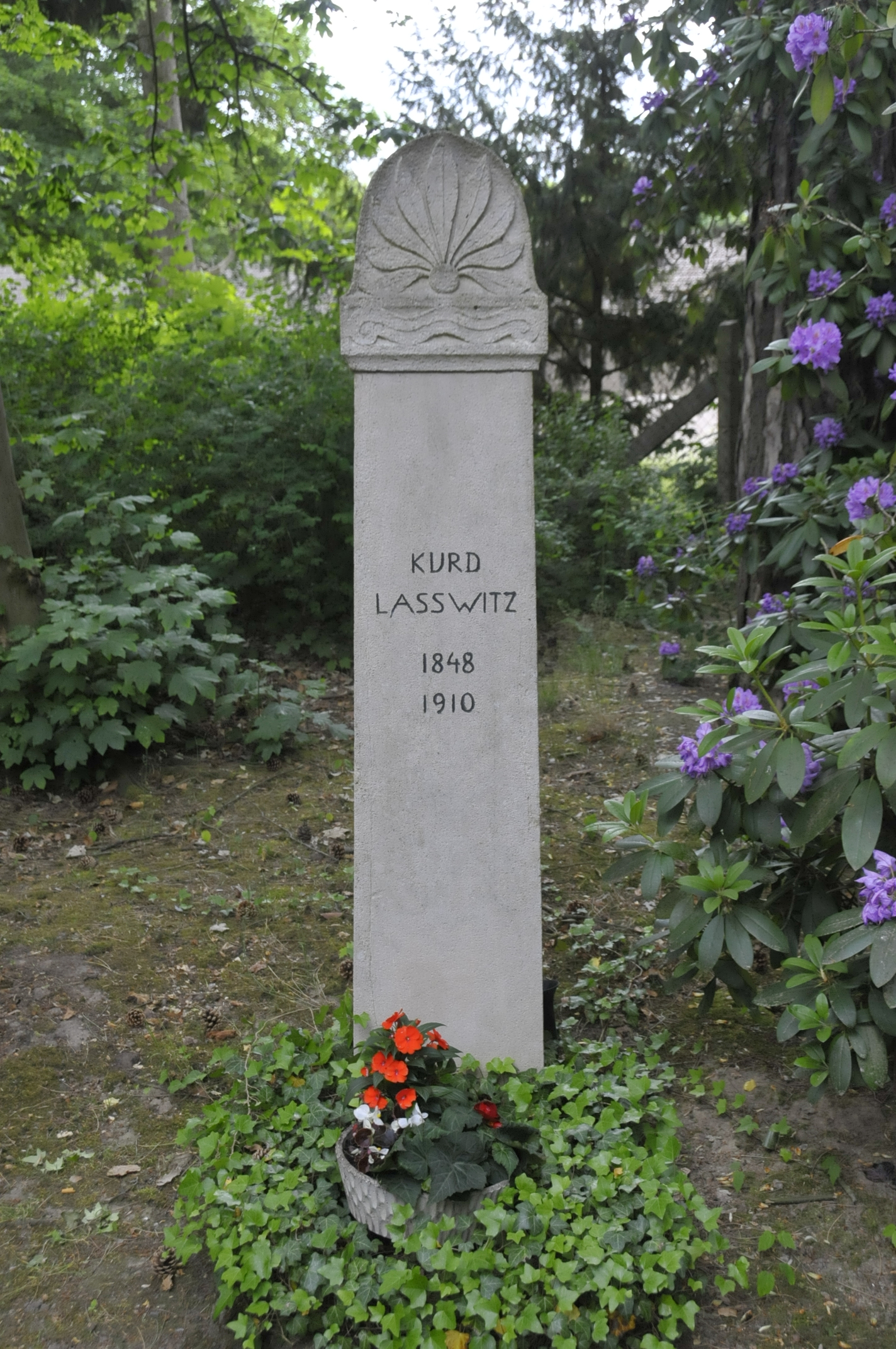
Náhrobek, upomínající na Kurda Laßwitze na hřbitově v Gotha

Lasswitz se narodil jako syn továrníka a obchodníka Karla Lasswitze. Roku 1866 začal studovat na univerzitě v Breslau (dnes polská Vratislav) a později v Berlíně matematiku. Po úspěšném ukončení studia začal roku 1876 pracovat jako gymnazijní učitel v durynském městě Gotha a v roce 1884 získal titul profesora.
Pro německou literaturu znamená Lasswitz v podstatě totéž, co Jules Verne pro literaturu francouzskou a je také někdy označován jako německý Verne. V Německu jsou proto od roku 1981 (německá Wikipedia uvádí od roku 1980) každoročně udělovány ceny Kurda Lasswitze, které jsou pro Němce něco jako americká cena Hugo.
První Lasswitzovou sci-fi prací je novela Bis zum Nullpunkt des Seins (1871, K nulovému bodu existence), jež se odehrává v roce v roce 2371 a vypráví příběh tragického konfliktu dvou milenců – továrníka na počasí Oxygena Warm-Blasiuse a virtuosky na aromatické varhany Aromasie. Roku 1877 následovala další delší povídka Gegen das Weltgesetz (Proti zákonu světa), v níž líčí svět roku 3877. Láska v této povídce končí pro změnu happy-endem. Obě tato díla vyšla o rok později společně pod názvem Bilder aus der Zukunft (Obrazy z budoucnosti). Pod pseudonymem Velatus vydal příběh Schlangennmoos (1884, Plavuň), milostnou trivialitku, v níž hrají roli rozmnožovací problémy plavuní a která se v jeho bibliografii většinou ani neuvádí. Následovala sbírka povídek Seifenblasen (1890, Mýdlové bubliny).
Nejznámějším jeho dílem je pak vědeckofantastický román Auf zwei Planeten (1897, Na dvou planetách, česky 1904 jako Na Zemi a na Marsu a 1913 jako Na dvou planetách), zobrazující vzájemné vztahy pozemšťanů a humanoidních Marťanů, které od původní idyly (včetně milostných vztahů) přerostou v konflikt, při kterém Marťané vyhlásí protektorát nad větší částí Země. Marťanskou okupační armádu se lidstvu podaří porazit teprve tehdy, když se sjednotí pod vedením dosud neporažených Spojených států amerických. Nakonec je nastolen vzájemně výhodný mír. Lasswitz svou knihu napsal ve zralém věku a po dlouhých úvahách, ale zápletka, založená na politických a ekonomických machinacích, není dnes již tak čtenářsky přitažlivá.
Laswittz byl tak jeden z prvních, kdo uvažoval o science-fiction teoreticky. V předmluvě ke své povídkové sbírce Bilder aus der Zukunft (1878, Obrazy z budoucnosti) napsal, že „mnohé představy o budoucnosti si můžeme udělat z historického vývoje civilizace a současného stavu vědy“.

## Dílo
- Bis zum Nullpunkt des Seins (1871, K nulovému bodu existence)
- Bilder aus der Zukunft (1878, Obrazy z budoucnosti)
- Seifenblasen (1890, Mýdlové bubliny)
- Auf zwei Planeten (1897, Na dvou planetách, česky 1904 jako Na Zemi a na Marsu a 1913 jako Na dvou planetách)
- Traumkristalle (1902, Krystaly snů)
- Nie und immer (1902, Nikdy a vždy)
- Aspira. Roman einer Wolke (1905, Aspira. Román obláčku)
- Sternentau, die Pflanze vom Neptunsmond (1909, Hvězdná rosa, rostlina z Neptunova měsíce)
- Empfundenes und Erkanntes (1919, Vnímané a poznané)